# Chrami
Der Chrami (georgisch ხრამი; aserbaidschanisch Anaxatır, auch Xram; im Oberlauf Kzia, georgisch ქცია) ist ein 201 km langer rechter Nebenfluss der Kura (Mtkwari, Kür) in Georgien und Aserbaidschan.

## Verlauf
Der Fluss hat seinen Ursprung an der Südflanke des Trialeti-Gebirgszuges in Mittelgeorgien, im äußersten Nordosten der Region Samzche-Dschawachetien. Er entspringt dort in 2422 m Höhe wenig östlich des mit 2850 m höchsten Berges des Gebirgszuges Schawiklde und zehn Kilometer südlich des Kurortes Bakuriani. Der Oberlauf des Flusses wird Kzia genannt. Sie fließt zunächst in östlicher Richtung parallel zum Trialetischen Hauptkamm durch ein teils weites, teils schluchtartiges, wenig besiedeltes Tal, das den abflusslosen Tabazkuri-See in wenigen Kilometern Entfernung nördlich umgeht.
Beim Dorf Awranlo, bereits in der Region Niederkartlien, erreicht die Kzia eine auf 1500 bis 1700 m Höhe gelegene Hochebene, das Zalka-Plateau, wo sie sich wenig später mit mehreren kleineren Nebenflüssen vereinigt und fortan den Namen Chrami trägt. Bei der Kleinstadt Zalka ist der Fluss zum Zalka-Stausee angestaut, der in den 1930er- bis 1940er-Jahren entstand.
Bei der Staumauer in Zalka verlässt der Chrami das Plateau in südöstlicher Richtung durch eine enge Schlucht, wobei er auf in weiten Bögen durchflossenen 40 Kilometern etwa 800 Höhenmeter verliert. Südlich der Kleinstadt Tetrizqaro wird das Gelände allmählich ebener, aber der Chrami fließt weiter durch ein felsiges, tiefes Tal. Die Niederkartlische Ebene erreicht er schließlich bei den Dörfern Aruchlo und Kolagiri, etwa auf halbem Wege zwischen Bolnissi und Marneuli.
Der Chrami durchquert die Ebene weiterhin in östlicher Richtung fließend, nimmt dort von rechts seine bedeutendsten Nebenflüsse Maschawera und Debed (Debeda) auf und überquert die Grenze zu Aserbaidschan. Nach weiteren gut sieben Kilometern mündet der Fluss nördlich des Dorfes İkinci Şıxlı, etwa 30 Kilometer nordwestlich des Rayonverwaltungszentrums Qazax, mit zwei Armen in die Kura.
In Mündungsnähe ist der Chrami mehr als 50 Meter breit; die Fließgeschwindigkeit beträgt 1,2 m/s.

## Hydrologie
Das Einzugsgebiet des Flusses umfasst 8340 km².
Der mittlere Abfluss des Chrami beträgt unweit der Mündung, beim Pegel Rote Brücke (aserbaidschanisch Qırmızı Körpü, georgisch წითელი ხიდი, Ziteli Chidi) an der georgisch-aserbaidschanischen Grenze 51,7 m³/s bei einem mittleren Niedrigwasser von 29,3 m³/s und einem mittleren Hochwasser von 90,1 m³/s. Das absolute Maximum von 1260 m³/s wurde im Jahr 1966 fixiert. Der schnellfließende Chrami friert im Winter nicht zu.

## Nutzung und Infrastruktur
Der Chrami ist nicht schiffbar.
Auf dem Zalka-Plateau und in größerem Umfang in der dicht besiedelten und landwirtschaftlich genutzten Niederkartlischen Ebene wird das Flusswasser zur Bewässerung genutzt. Dafür entstanden Kanalsysteme, die den Chrami und die Unterläufe seiner beiden Nebenflüsse Maschawera und Debed sowie den nördlich parallel durch die Stadt Marneuli fließenden, ebenfalls in die Kura mündenden Algeti verbinden.
Mit dem von der Zalka-Talsperre aufgestauten Wasser werden drei auf mehreren dutzend Flusskilometern unterhalb der Staumauer gelegene Wasserkraftwerke, in der sowjetischen Periode als ChramGES-Kaskade bekannt, betrieben. Deren Turbinen wird das Wasser durch Stollensysteme und Rohrleitungen unter Ausnutzung des starken Flussgefälles auf diesem Abschnitt zugeführt. Das oberste der Kraftwerke ist das kleine Daschpaschi-Kraftwerk. Bei der städtischen Siedlung Trialeti (früher kaukasiendeutsche Kolonie Rosenberg; 1941 wurden die meisten deutschen Einwohner deportiert) folgt das Kraftwerk Chrami-1 mit einer Leistung von 113 Megawatt. Es wurde zwischen 1944 und 1949 unter anderem von deutschen Kriegsgefangenen errichtet und lieferte 1947 den ersten Strom. Weiter unterhalb entstand von 1954 bis 1963 das Wasserkraftwerk Chrami-2.
Unweit ihres Ursprungs wird die Kzia von der Straße Bakuriani−Achalkalaki überquert. Bei Zalka kreuzen die Straße Tiflis–Manglissi–Achalkalaki sowie die ebenfalls nach Achalkalaki führende Eisenbahnstrecke den Fluss. Südlich von Marneuli überqueren die Straße und die Eisenbahnstrecke von Tiflis in die armenische Hauptstadt Jerewan den Chrami, ebenso die von Letzterer abzweigende Nebenstrecke über Bolnissi nach Kasreti. Unmittelbar am rechten Ufer des Chrami unweit seiner Mündung liegt der wichtigste georgisch-aserbaidschanische Straßengrenzübergang Rote Brücke (Ziteli Chidi/Qırmızı Körpü) im Verlauf der Direktverbindung zwischen Tiflis und Baku über Gəncə. Bis 1998 führte die Straße über die namensgebende, aus dem 17. Jahrhundert stammende Rote Brücke, die auch die Staatsgrenze über den Fluss markiert, bis wenige hundert Meter oberhalb auf der georgischen Seite eine neue, rund 250 Meter lange Brücke im Rahmen des TRACECA-Projektes eröffnet wurde.